# Luis Carrillo
Luis Carrillo (... - 1568) was een inspecteur die van november 1567 tot juli 1568 samen met Alonso Muñoz in opdracht van Filips II van Spanje in Nieuw-Spanje onderzoek deed naar de 
handel en wandel van onderkoning Gastón de Peralta.

## Samenzwering van 1565
Toen in 1564 de Nieuw-Spaanse onderkoning Luis de Velasco stierf, liet de stadsraad van Mexico-Stad aan de koning van Spanje weten geen nieuwe onderkoning te willen. Als reactie op het besluit van de Raad van de Indiës dat het systeem van encomiendas niet in stand kon blijven, ontstond een samenzwering om Nieuw-Spanje onafhankelijk te maken van het moederland. Leiders van deze samenzwering waren Martín Cortés en zijn broer Luis.
Het plan werd ontdekt en verijdeld. Enkele van de samenzweerders, waaronder de broers Cortés, werden gearresteerd. In 1566 arriveerde de nieuwe onderkoning, Gastón de Peralta, markies van Falces. Voor zijn aankomst, had de Audiencia al twee van de samenzweerders laten onthoofden. Het ging om de broers Alonso en Gil González Dávila. Ook had de Audiencia Martín en Luis Cortés ter dood veroordeeld, maar dit vonnis was nog niet ten uitvoer gebracht. Toen onderkoning Peralta aankwam, nam hij de zaken onder de loep en schortte hij de doodvonnissen van de broers Cortés op. Ze werden teruggestuurd naar Spanje, om daar voor de Raad van de Indiës te verschijnen. De Audiencia klaagde de nieuwe onderkoning aan voor zijn milde omgang met de rebellen.

## Door de koning gevolmachtigd in Nieuw-Spanje
De Raad van de Indiës werd in verwarring gebracht door tegenstrijdige rapporten die naar Spanje werden gestuurd. De raad stelde aan de koning voor een speciale commissie naar Nieuw-Spanje te zenden, om daar onderzoek te doen naar de situatie en actie te ondernemen tegen eventuele schuldige partijen tot en met het afzetten van de onderkoning. In een koninklijk besluit van 16 juni 1567 wordt de commissie door koning Filips II beschreven als bestaande uit Gaspar de Jarava, Alonso Muñoz en Luis Carrillo. Jarava en Muñoz behoorden tot de Raad van de Indiës, Carrillo was beambte bij de rechtbank.
De koning gaf de gevolmachtigden schriftelijk instructies. Ze moesten onderkoning Gastón de Peralta per eerstvolgende gelegenheid terug laten keren naar Spanje. Het bestuur van de kolonie moest worden overgenomen door Gaspar de Jarava, de oudste van de drie gevolmachtigden, en waar nodig worden waargenomen door Alonso Muñoz, die ook al op leeftijd was. Doodvonnisen mochten niet worden uitgesproken zonder unanieme goedkeuring van de gevolmachtigden.
Jarava stierf onderweg, al kort na vertrek, op 18 juli 1567, een dag nadat ze Gran Canaria hadden bereikt. Op 29 oktober 1567 arriveerden Muñoz en Carrillo in Veracruz. Begin november gingen zij aan de slag in Mexico-Stad. De Audiencia has Martín Cortés al vrijgelaten, op voorwaarde dat hij Mexico zou verlaten. De eerste beslissing die de commissie nam, was het laten bouwen van een gevangenis, naar voorbeeld van die van de Inquisitie, om de belangrijkste aangeklaagden vast te zetten, waaronder Baltasar de Aguilar Cervantes en Luis Cortés.
Aguilar was de eerste die markies Martín Cortés aanklaagde, maar toen hij in de gaten kreeg dat onderkoning Peralta de markies wel mocht, trok hij zijn beschuldigingen in. Hij werd gearresteerd en werd gemarteld, om erachter te komen tot welk kamp hij werkelijke behoorde. Onder druk van de martelingen gaf hij toe dat hij in werkelijkheid zijn beschuldigingen had ingetrokken om in de achting van de onderkoning te stijgen. Hij werd veroordeeld tot tien jaar in de galeien, verbeurdverklaring van zijn bezit en definitieve verbanning van de Indiës.
Vele anderen werden opgesloten, ook onschuldigen. Ze werden gearresteerd. Vaak werden ze gemarteld. Ze werden veroordeeld tot gevangenisstraf, verbeurdverklaring van hun eigendommen of ballingschap. In 1568 werden er drie opgehangen. De gevangenissen zaten vol en er werden nieuwe gebouwd. Muñoz en Carrillo bleven onschuldige mensen gevangennemen, totdat ze werden teruggeroepen naar Spanje, nadat de kolonisten hiertoe een verzoek hadden ingediend. In 1574 kreeg Martín Cortés zijn bezittingen terug, met uitzondering van Tehuantepec, dat kroondomein werd voor de aanleg van een haven en een marinewerf.